# Álvaro Cienfuegos
Pour les articles homonymes, voir Cienfuegos (homonymie) et Villazón (homonymie).
Juan Álvaro Cienfuegos Villazón, né le 27 février 1657 à Agüera, dans les Asturies (Espagne), et décédé le 19 août 1739 à Rome, était un prêtre jésuite espagnol, théologien et diplomate. Créé cardinal en 1720 il est consacré évêque de Catane (Sicile) deux ans plus tard.

## Biographie
Álvaro Cienfuegos entre au noviciat de la Compagnie de Jésus à l’âge de 19 ans. Sa formation religieuse terminée son parcours est celui d’un professeur de science sacrées : la philosophie à Saint-Jacques-de-Compostelle et la théologie à Salamanque. 

### Le diplomate impérial
Durant la guerre de succession espagnole il est envoyé en mission diplomatique à Lisbonne, en Angleterre et aux Pays-Bas par l'empereur Joseph Ier du Saint-Empire et son frère l'archiduc Charles VI d'Autriche. Après le triomphe de Philippe V d'Espagne dans la guerre de succession, Cienfuegos ne peut plus revenir en Espagne et il reste au Portugal jusqu'en 1715. Il est nommé ministre plénipotentiaire de l’empereur auprès du Saint-Siège et prend résidence à Rome.
À la demande de Charles VI, le pape Clément XI le crée cardinal lors du consistoire du 30 septembre 1720. Cienfuegos participe au conclave de 1721, lors duquel Innocent XIII est élu. 
Il est nommé évêque de Catane (Sicile) en 1721, et consacré le 26 mai 1722. Il participe au conclave de 1724 (élection de Benoît XIII). 
En  1725 il est promu archevêque de Monreale, près de Palerme (Sicile). Cinq ans plus tard, en 1730, il participe à son troisième conclave. Clément XII y est élu. Après l'annexion de Sicile par l'Espagne, il perd de facto l'administration  de son archidiocèse. Il reçoit alors celle du diocèse de Pécs en Hongrie (alors connu sous le nom allemand de Fünfkirchen). Il ne semble pas qu’il y ait jamais séjourné. Il reste à Rome comme légat impérial et est membre de plusieurs congrégations romaines.
Des témoignages contemporains parlent de Cienfuegos comme d'un ‘religieux humble et modeste’. Cependant un historien tel que Pastor est beaucoup plus critique. Cienfuegos agit ni comme religieux ni comme homme d'Église mais strictement comme légat impérial. Lorsque l’intérêt de l’Église était en conflit avec ceux de l'empire - comme dans le cas de l’archevêché de Monreale - Cienfuegos était invariablement du côté de l’empereur. Dans sa correspondance avec le chancelier de l’Empire, le comte von Sinzendorf Cienfuegos n’hésite pas à conseiller la résistance au pape, suggérant même l’utilisation de menaces ou l’emploi d’autres mesures fortes pour faire céder le pape (alors Benoît XIII).

### Le théologien
Cienfuegos est également un théologien renommé et auteur d'ouvrages théologiques sur la Trinité (Aenigma theologicum) et l’Eucharistie (Vita abscondita) qui firent autorité dans les séminaires et facultés de théologie. Il est également l’auteur d’une biographie de Saint François Borgia, dont le style artificiel et maniéré rend la lecture difficile.
Alvaro Cienfuegos meurt à Rome le 19 août 1739. Il y est enterré dans la crypte de l’église du Gesù.

## Œuvres
- La heroyca vida, virtudes, y milagros del grande S. Francisco de Borja, Madrid, 1702.
- Aenigma theologicum, 2 vol., Vienne, 1717.
- Vita abscondita seu speciebus Eucharisticis velata, Rome, 1728.

## Source
- Jerome Aixala, Black and Red S.J., Bombay, 1968.